# نقذ (یمن)
 نقذ  به عربی ( النقذ  )، دهستانی است در عزلهٔ (خمس غزل)، در ناحیهٔ (وصاب العالی)، از توابع استان اَبیَن در کشور یمن در شبه جزیره عربستان. 
جمعیت آن ۳۲۳۵ نفر (۲۰ خانوار) می‌باشد.

## روستاها
روستاهای توابع این دهستان به شرح زیر است:
- روستای أثلوث.
- روستای الشوکاء.
- روستای بنی ربیعه.